# Torneo de Long Island de 2002
El Torneo TD Waterhouse 2002 era un torneo masculino de tenis jugado en pista de tenis dura, ubicado en el Villorio Golf y Country Club en Jericho, Nueva York, Estados Unidos. Y era parte del ATP International Series del ATP Tour 2002. Fue la 22.ª edición del torneo y ocurrió desde el 19 al 25 de agosto de 2002. Paradorn Srichaphan ganó el título individual.

## Campeones

### Individuales masculino
Paradorn Srichaphan derrotó a  Juan Ignacio Chela 5–7, 6–2, 6–2
- Fue el 1.º título de Srichaphan en el año y el 1.º de su carrera.

### Dobles masculinos
Mahesh Bhupathi /  Mike Bryan derrotó a  Petr Pála /  Pavel Vízner 6–3, 6–4
- Fue el 4.º título de Bhupathi en el año y el 25.º de su carrera. Fue el 6.º título de Bryan en el año y el 10.º de su carrera.

- Datos: Q3979452